# Carlos Lyster Franco
Retrato de Carlos Lyster Franco, Correio do Algarve (1909)
Carlos Augusto Lyster Franco CvSE (Ajuda, Lisboa, 5 de outubro de 1879 - Sé, Faro, 26 de março de 1959) foi um professor, escritor e pintor português.

## Biografia

### Nascimento e família
Carlos Lyster Franco nasceu a 5 de outubro de 1879, no número quarenta e sete da Rua do Machado, freguesia da Ajuda, em Lisboa, filho do negociante Caetano Augusto Franco, e de sua mulher Luísa Adelaide Lyster, ambos naturais de Lisboa.
A 16 de junho de 1901, na Igreja de Nossa Senhora do Socorro, em Lisboa, aos 21 anos, casa com Maria das Dores Dias Barbosa, natural de Mire de Tibães, concelho de Braga, e seis anos mais velha, sendo esta filha de José Dias Barbosa, e de sua mulher Teresa da Silva. Foi pai de Mário Lyster Franco, que se distinguiu como jornalista e político, e avô de Luís Lyster Franco.

### Carreira artística e profissional
Exerceu como professor no Liceu de Faro, na Escola Comercial de Faro, na Escola Industrial Pereira Nunes, onde também foi director, e na Escola Industrial e Comercial de Tomás Cabreira, onde exerceu igualmente como director dos Cursos Industriais. Foi responsável pelo departamento de Arte, na Comissão Reorganizadora do Museu Arqueológico Infante D. Henrique, e presidiu à Comissão Administrativa da Câmara Municipal de Faro.
Foi um dos principais defensores dos interesses da região do Algarve, especialmente da cidade de Faro, onde morava, tendo sido um dos seus maiores beneméritos.
Frequentou com sucesso um curso de pintura na Escola de Belas Artes de Lisboa, tendo ganho vários prémios naquela instituição. Entre as suas principais obras estão vários quadros históricos, como a Batalha de Ourique, A Ceia de Emmaus, D. Maria de Castella, pedido auxilio ao seu pae D. Affonso IV de Portugal, contra a invasão arabe, Martim de Freitas ante o cadaver de D. Sancho II. Também pintou diversas paisagens, como a obra Inverno. Em 1908 inaugurou várias exposições de arte no Algarve, durante as quais apresentou cinquenta e três obras, que ganharam vários prémios, e em 1909 estava a organizar uma exposição com o pintor Ezequiel Pereira. Destacou-se igualmente como escritor, tendo publicado vários contos em diversos periódicos regionais algarvios, como o Districto de Faro, O Heraldo, Guadiana e o Correio do Algarve. Também lançou pelo menos dois livros, Contos Funebres e Illuminuras.

## Falecimento e homenagens
Carlos Lyster Franco faleceu aos 79 anos, em Faro, freguesia da Sé, a 26 de março de 1959.
Foi condecorado com o grau de cavaleiro da Ordem Militar de Sant'Iago da Espada a 5 de outubro de 1932, no dia do seu 53.º aniversário.